# 용설란
용설란(龍舌蘭, 학명 : Agave americana, American aloe)은 비짜루과(아스파라거스과) 용설란아과에 속하는 여러해살이풀이다. 원어의 음역인 아가베라고도 일컬어진다.

## 분포
멕시코 원산으로 열대·아열대의 각지에 자란다.

## 특징
높이는 1-2m이고, 다육질의 잎이 20-30개 달린다. 잎은 바소꼴로 두껍고 청백색이며 끝과 잎 가장자리에는 날카로운 가시가 있다. 10년 이상 지나면 꽃이 피는데, 로제트의 중심에서 굵은 꽃줄기가 올라와 높이 5-8m가 되며, 원추꽃차례로 많은 꽃이 핀다. 꽃은 황록색이며 길이 9cm이다. 꽃이 핀 후 그루는 말라 죽는다. 아가베속에는 약 300종이 있는데, 미국 남부에서 멕시코에 많고 남아메리카에는 3종이 분포한다. 당규식물로 꽃통은 보통 통모양이고 수술은 6개이며 씨방은 하위이다. 대부분이 관상식물로 취급되며, 대형종은 따뜻한 지방의 정원이나 울타리에 심고 소형종은 화분에 심는다. 꽃이 100년에 한 번 핀다고 하여 세기 식물(century plant)이라고도 하지만, 과장된 이야기고 실제로는 10여년쯤 돼야 핀다.
테킬라는 용설란 수액을 발효, 증류시켜 만든 술이다.
용설란의 가시 많은 잎은 잘라버리고 파인애플처럼 생긴 몸통만을 가지고 테킬라를 만든다.